# 末代
末代（まつだい、1103年（康和5年） - ？）は、平安時代の僧で村山修験の祖。富士上人とも。名は有鑑。駿河国の出身。

## 略歴
富士信仰に深く関わる人物として知られる。『浅間大菩薩縁起』では、垂髪（稚児）の時代から走湯山（伊豆山神社の前身）に入って苦行を重ね、各地の霊山を巡歴したとある。また、1268年（文永5年8月）『実相寺衆徒愁状』では、実相寺開山の智印（阿弥陀上人）の弟子とする。
富士開山以前は伊豆山・箱根山を本拠とし、温泉の噴出によって地獄の景観を呈していた熱海の亡霊を救うために日金山の地蔵堂を開いたという。室町時代成立の『地蔵菩薩霊験記』には、伊豆山の日金地蔵の縁起の中で「中古不測の仙ありき、末代上人とぞ言ける。彼の仙、駿河富士の御岳を拝し玉ふに、（略）その身は猶も彼の岳に執心して、麓の里村山と白す所に地をしめ、伽藍を営み、肉身斯に納て、大棟梁と号して、当山の守護神と現れ玉ふ」とあり、富士山を信仰する修行僧で村山（現在の富士宮市村山）に寺を建立し、即身仏となって大棟梁権現（現・高根総鎮守）と号して富士山の守護神になったと伝える。江戸時代の地誌『駿河国新風土記』では、「地蔵霊験記に見へたる…大棟梁と号し此山の守護神となるといへる社、今に村山浅間の傍に大棟梁権現の社あり」とある。このように、富士山興法寺との接点が見出されている。
『浅間大菩薩縁起』によると、1132年（長承元年4月19日）同志の頼然とともに富士山の登頂に成功した。頂上で過去に登頂した金時上人・覧薩上人・日代上人らの遺品を発見し、4度目の登頂の際に仏具と不動明王を刻んだ鏡を山頂に奉納した。
『本朝世紀』には、1149年（久安5年4月16日）末代上人が富士山頂に大日寺を建立したとあり、富士山に数百度と登った修行僧とある。また、末代上人の勧進によって、白山の宝殿に鰐口や錫杖を奉納し、白山信仰と積極的に関わった。1149年（久安5年5月13日）には、鳥羽上皇以下の朝廷貴顕に大般若経の書写を勧め、富士山頂に奉納した。このように、その名は中央まで達していた。

## ゆかりの地
1399年（応永6年6月25日）『寺領知行地注文』によると、村山の地は中世には走湯山領であり、伊豆と富士の修験が一体となって村山口登山道を管理していたことが示される。また、末代が富士登頂の際にベースキャンプとした富士山中腹の木立堺（森林限界）には滝本往生寺（中宮大日）が建立され、末代が浅間大菩薩の示現を受けた岩屋不動という霊地があった。末代の登頂を記録した『浅間大菩薩縁起』は、滝本往生寺に伝えられていたものである。1930年（昭和5年）富士山頂コノシロ池付近の岩陰から多量の埋納経の残骸が発見され、その中に「末代聖人」と記された紙片が発見されている。1996年（平成8年）熱海市がハイキングコースを整備した時、東光寺（熱海市、日金山地蔵堂）の東側300メートル付近の藪の中から、末代上人の遠忌供養のため、1814年（文化11年3月）造立された宝篋印塔が発見され、伊豆山でも末代が崇められていたことが明らかになった。2012年（平成24年）熱海市がこの「石造末代上人塔」を文化財に指定した。